# چراغلی، آغ‌دام
چراغلی (به لاتین: Çıraqlı) یک منطقهٔ مسکونی در جمهوری آذربایجان است که در شهرستان آغ‌دام واقع شده‌است. چراغلی ۲٬۲۰۷ نفر جمعیت دارد.